# Dagestańska Autonomiczna Socjalistyczna Republika Radziecka

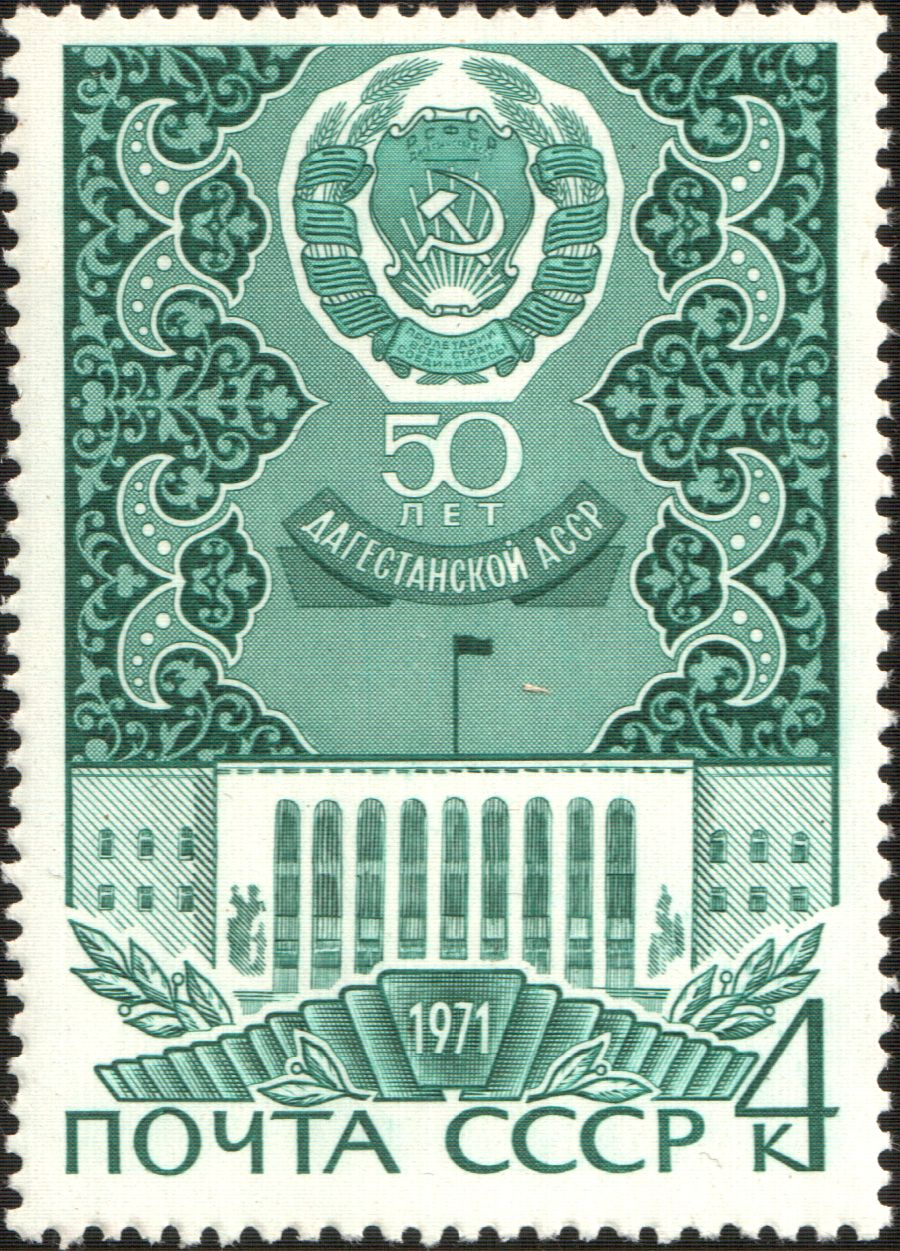
Znaczek pocztowy upamiętniający 50 rocznicę autonomii Dagestanu

Dagestańska Autonomiczna Socjalistyczna Republika Radziecka, Dagestańska ASRR (aw. Дагъистаналъул АССР, rut. Дагъиста АССР, kum. Дагъыстан АССР, lezg. Дагъустандин АССР, lak. Дагъусттаннал АССР, ros. Дагестанская Автономная Советская Социалистическая Республика) – republika autonomiczna w Związku Radzieckim, wchodząca w skład Rosyjskiej Federacyjnej Socjalistycznej Republiki Radzieckiej.
Utworzona w 1921 r. Zorganizowanie autonomicznej republiki dla narodów zamieszkujących Dagestan było elementem prowadzonej (zwłaszcza w początkowym okresie istnienia ZSRR) polityki korienizacji, tj. przyznawania autonomii nierosyjskim narodom dawnego imperium dyskryminowanym przez carat. Dagestańska ASRR uległa likwidacji w 1990 r. w procesie zmian związanych z rozpadem ZSRR. Jej prawną kontynuacją jest autonomiczna rosyjska republika Dagestan.
 Informacje nt. położenia, gospodarki, historii, ludności itd. Dagestańskiej Autonomicznej Socjalistycznej Republiki Radzieckiej znajdują się w: artykule poświęconym Republice Dagestanu, jak obecnie nazywa się ta rosyjska jednostka polityczno-administracyjna